# Прибылово (Ленинградская область)
Прибылово (до 1948 года Макслахти, Куркела, фин. Makslahti, Kurkela) — посёлок в Приморском городском поселении Выборгского района Ленинградской области.

## Название
Название деревни Макслахти, также как и залива, на берегу которого она располагалась, вероятно, является антропонимом.
Зимой 1948 года деревне Макслахти было присвоено новое наименование — Глебычево, в память героя Великой Отечественной войны, похороненного близ станции Макслахти. Позднее деревне было выбрано новое название — «Прибылово», перешедшее к ней от наименования сельсовета, который был переименован «в память лейтенанта Прибылова А. А., погибшего на территории Виллальского сельсовета». Старший лейтенант Прибылов Александр Анисимович, 1910 года рождения, служил в 910-м саперном батальоне, погиб 24 июня 1944 года и был похоронен в деревне Илмасти — части деревни Макслахти. 
Официально наименование Прибылово стало использоваться с 1 октября 1948 года.

## История
В начале XX века деревня Макслахти состояла из нескольких селений: Илмасти, Хойккала, Ляхтеенмяки и Луккари. Небольшая деревня Куркела располагалась на мысу Койвисто и являлась продолжением деревни Макслахти на протяжении примерно 3—4 км в сторону острия мыса. Общая площадь деревни Куркела была около 716 га, из которой пашня составляла примерно 126,5 га.
Главными промыслами в деревнях были земледелие и животноводство. В 1936—1937 годах в некоторых хозяйствах начали выращивать сахарную свеклу для продажи ее на Антреальский сахарный завод, куда отправляли основную часть урожая. Из остальной части урожая дома готовили сироп для своих нужд. Также в некоторых хозяйствах выращивали гречиху с той же целью.

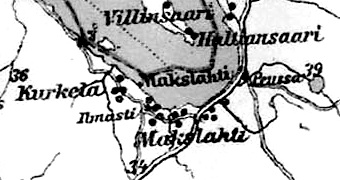
Деревни Макслахти и Куркела  на финской карте 1923 года

До 1939 года деревни Макслахти и Куркела входили в состав волости Койвисто Выборгской губернии Финляндской республики.
С 1 января 1940 года по 31 октября 1944 года — в составе Выборгского района Карело-Финской ССР.
С 1 августа 1941 года по 31 июля 1944 года финская оккупация.
С 1 ноября 1944 года в составе Виллальского сельсовета Выборгского района Ленинградской области.
В 1945 году, когда в деревню Макслахти прибыло 15—20 семей переселенцев из Вологодской области, там был организован колхоз.
С 1 октября 1948 года — в составе Прибыловского сельсовета.
С 1 января 1949 года обе деревни учитываются административными данными как деревня Прибылово. Деревня Куркела в послевоенное время вместе с селениями Хойккала и Кийскиля была включена в состав деревни Илмасти. В это новообразование вошли и отдалённые островные деревни Соукка и Партиала, что было связано с учреждением там рыболовецкой артели, в дальнейшем — колхоза «Победитель». Вместе с ними деревня Куркела вошла в состав деревни Прибылово.
С 1 мая 1950 года — в составе Приморского района.
С 1 июня 1954 года — в составе Рощинского района.
С 1 февраля 1963 года — вновь в составе Выборгского района.
В 1961 году деревня насчитывала 578 жителей.
Согласно административным данным 1966, 1973 и 1990 годов посёлок Прибылово находился в составе Прибыловского сельсовета.
В 1978 году в посёлке было организовано форелевое хозяйство, через четыре года к форели добавили разведение осетра и бестера, но вся рыба погибла после аварии на целлюлозно-бумажном комбинате в посёлке Советский.
В 1997 году в посёлке Прибылово Глебычевской волости проживали 152 человека, в 2002 году — 173 человека (русские — 96 %).
В 2007 году в посёлке Прибылово Глебычевского СП проживали 116 человек, в 2010 году — 219 человек.

## География
Посёлок расположен в западной части района в месте примыкания автодороги 41К-094 (Глебычево — Прибылово) к автодороге 41А-082 (Зеленогорск — Выборг).
Расстояние до административного центра поселения — 6 км.
Расстояние до ближайшей железнодорожной платформы Бор — 1 км. 
Посёлок находится на южном берегу бухты Ключевская Финского залива.

## Демография
| 2007 | 2010 | 2017 | 2021 |
| ---- | ---- | ---- | ---- |
| 116  | ↗219 | ↘156 | ↗384 |

## Улицы
1-й Центральный проезд, 1-я Береговая, 2-я Береговая, Авиационная, Береговая, Ванеевский проезд, Васильковая, Вербный переулок, Верхняя, Весёлый проезд, Веселая, Весенняя, Водный проезд, Вокзальная, Дальний проезд, Дальняя, Дачная, Дружбы переулок, Ермиловский проезд, Жарыньский переулок, Журавлиный проезд, Заливная, Зелёная, Зелёная Поляна, Зелёный проезд, Каменистая, Кипрейный проезд, Ключевская дорога, Кольцевая, Кольцевой проезд, Кольцевой переулок, Комариная, Конюшенная, Конюшенный переулок, Конюшенный проезд, Круговая, Лебединая, Лебединый проезд, Лебединый тупик, Лесная, Лесной переулок, Лесной проезд, Луговая, Маринин переулок, Молодёжная, Молодёжный проезд, Морской проезд, Моховая, Новая, Папоротниковая, Песчаная, Песчаный переулок, Прибрежная, Ручейная, Ручейный тупик, Сельская, Солнечная, Солнечный проезд, Счастливая, Счастливый проезд, Тенистый переулок, Тихий проезд, Хуторская, Цветочная, Центральная, переулок Шкиперская протока.